# Franco Coppola

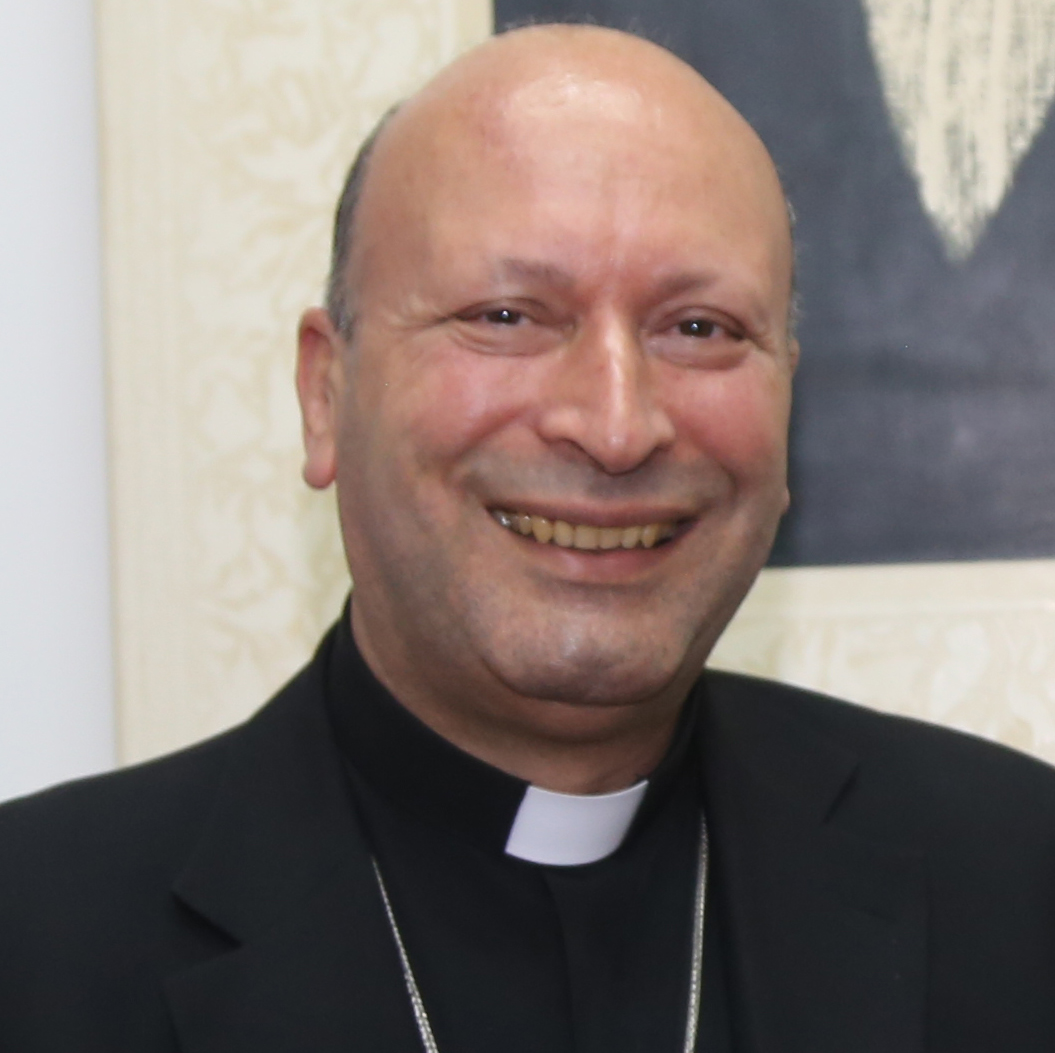
Franco Coppola, 2018

Franco Coppola (* 31. März 1957 in Maglie) ist ein italienischer Geistlicher, römisch-katholischer Erzbischof und Diplomat des Heiligen Stuhls.

## Leben
Franco Coppola empfing am 12. September 1981 die Priesterweihe.
Papst Benedikt XVI. ernannte ihn am 16. Juli 2009 zum Titularerzbischof pro hac vice von Vinda und Apostolischen Nuntius in Burundi. Die Bischofsweihe spendete ihm der Papst persönlich am 12. September desselben Jahres; Mitkonsekratoren waren Tarcisio Pietro Evasio Kardinal Bertone SDB, Kardinalstaatssekretär und Kardinalkämmerer, und William Joseph Kardinal Levada, Kardinalpräfekt der Kongregation für die Glaubenslehre, Präsident der Internationalen Theologischen Kommission und der Päpstlichen Bibelkommission.
Papst Franziskus ernannte ihn am 31. Januar 2014 zum Apostolischen Nuntius in der Zentralafrikanischen Republik und am 2. April 2014 zusätzlich zum Apostolischen Nuntius im Tschad. Am 9. Juli 2016 ernannte ihn Papst Franziskus zum Apostolischen Nuntius in Mexiko. Franziskus bestellte ihn am 15. November 2021 zum Apostolischen Nuntius in Belgien sowie am 14. Dezember desselben Jahres zum Apostolischen Nuntius in Luxemburg.